# 蒂罗库尔
蒂罗库尔（法語：Thiraucourt，法語發音：[tiʁokuʁ] ⓘ）是法国大東部大區孚日省的一个市镇，属于讷沙托区。

## 地理
蒂罗库尔（48°17'33"N, 6°4'22"E）面积3.02 平方千米，位于法国大東部大區孚日省，该省份为法国东北部内陆省份，北起默兹省和默尔特-摩泽尔省，西接上马恩省，南至上索恩省和贝尔福地区省，东临上莱茵省和下莱茵省。
与蒂罗库尔接壤的市镇（或旧市镇、城区）包括：博德里库尔、栋瓦利耶、米尔库、雷米库尔。

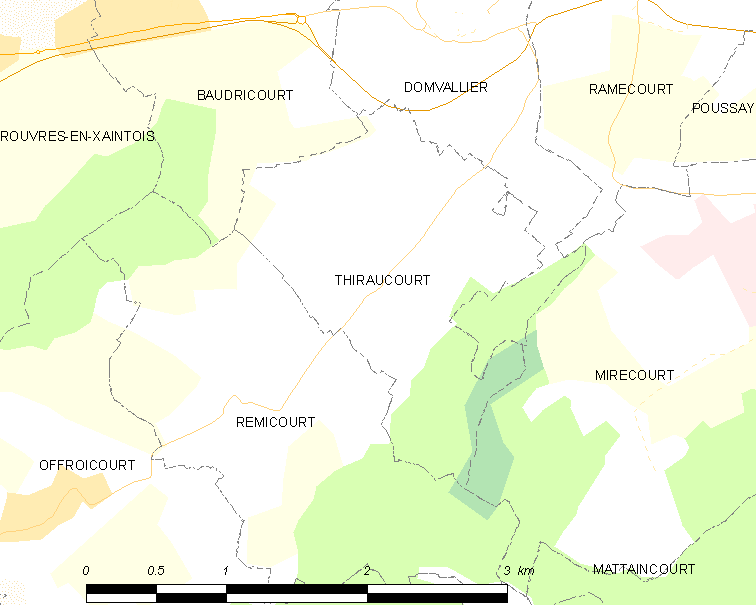
蒂罗库尔的OSM定位图

蒂罗库尔的时区为UTC+01:00、UTC+02:00（夏令时）。

## 行政
蒂罗库尔的邮政编码为88500，INSEE市镇编码为88469。

## 政治
蒂罗库尔所属的省级选区为米尔库尔县。

## 人口

1962-2008年间蒂罗库尔人口变化图示

蒂罗库尔于2022年1月1日时的人口数量为100人。